# オマーン国民銀行
オマーン国民銀行（オマーンこくみんぎんこう、英: National Bank of Oman）は、  1973年に設立された、  オマーン初の地方銀行である。
オマーン国民銀行は、 オマーン国内に60超の支店と、 173台の現金自動預払機および現金預金機を有している。また、ドバイとアブダビに海外支店を設置している。

## 脱エジプト
2014年、  オマーン国民銀行はエジプトを離れた。